# Neuronema obscurum
Neuronema obscurum är en insektsart som beskrevs av Krüger 1922. Neuronema obscurum ingår i släktet Neuronema och familjen florsländor. Inga underarter finns listade i Catalogue of Life.